# گوگوگوان
پادشاه گگوگوون (به کره‌ای: 고국원태왕)، (سلطنت: ۳۳۱~۳۷۱ میلادی)؛ شانزدهمین امپراتور گوگوریو، شمالی‌ترین در میان سه پادشاهی کره، بود. او پسر پادشاه میچون و بانو جو بود. وی در جریان نبرد با پادشاه گون‌چوگو کشته شد و به علت شجاعت و مبارزه‌هایش علیه دشمنان گوگوریو، نزد مردم کره بسیار محبوب است.
پادشاه گگوگوون دوران سلطنتش با سختی‌ها و ناملایمات و همچنین دستاوردهای تا حدودی ناامیدکننده و پشیمان‌کننده‌ای همراه بود، و در نهایت با مرگ در میدان نبرد، پایان غم‌انگیزی را تجربه کرد. خوشبختانه برای گوگوریو، دو پسرش (پادشاه سوسوریم و پادشاه گگوک‌یانگ) به سرعت اشتباهات پادشاه گگوگوون را اصلاح کردند و پایه‌های عصر طلایی را برای این پادشاهی بنا نهادند. آنها همچنین در آغاز عصر طلایی گوگوریو به رهبری نوه‌اش، پادشاه گوانگ‌گه‌تو بزرگ، و نتیجه‌اش، پادشاه جانگسو، موفق بودند.

## حکومت
گوگوریو توس به گوگویوگمله کردند با ویرانی روبرو شد. هواندو دوباره در سال ۳۴۱ توسط آنها نابود شد. بویو نیز توسط ژیان‌بی در سال ۳۴۶ نابود شد.
سلطنت گگوگوون به ش‌گه‌دت بزتگاجمات مستمر خارجی، نه تنها نیروهای چینی از جمله ژیان‌بی، بلکه همچنین به بکجه، بخش جنوب غربی شبه جزیره کره، رنج برد. به ویژه، ژیان‌بی از یان سابق در سال ۳۴۲ به پایتخت حمله کرد و ملکه ژو، مادر گگوگوون و کنیزهایش را اسیر کرد و همچنین جسد پدرش، میچون را از زیر خاک بیرون آورد. از آنجایی که پایتخت به‌طور کامل ویران شد، گگوگوون ابتدا گونگنه‌سونگ را به عنوان یک قلعه جایگزین در کره شمالی ساخت و به‌طور موقت پایتخت را به پیونگ‌یانگ، پایتخت کنونی کره شمالی منتقل کرد. در حالی که او می‌توانست جسد پدرش را پس بگیرد، حدود ۱۳ سال طول کشید تا مادرش به گوگوریو برگردد.
در سال ۳۶۹، گگوگوون شخصاً اعزام بیش از ۲۰٫۰۰۰ سرباز را بدون موفقیت رهبری کرد. پسر پادشاه گون‌چوگو، پادشاه گون‌گوسو گگوگوون (تنها فرمانروای گوگوریو که در میدان نبرد کشته شد)، را در قلعه پیونگ‌یانگ کشت. او در گوگوگ وون به خاک سپرده شد.
هنگامی که مورونگ هوی، رهبر طایفه مورونگ از قبیله شیانبی در دوره شانزده پادشاهی، در سال ۳۳۳ درگذشت، مورونگ هوانگ، پسر مورونگ هوی، رهبر طایفه مورونگ شد. هنگامی که برادر کوچکتر مورونگ هوانگ، مورونگ رن، شورش کرد اما شکست خورد، پادشاه گوگوریو از گوئو چونگ و دونگ شو که در سال ۳۳۶ به تبعید آمده بودند، استقبال کرد. در سال ۳۳۸، هنگامی که جنگی بین یان سابق و ژائو جدید درگرفت، فنگ چیو و سونگ هوانگ که با ژائو جدید تبانی کرده بودند، درخواست پناهندگی کردند و پذیرفته شدند.
جزئیات
درسال ۳۳۹ میلادی، یان سابق حمله کرد و به شینچنگ رسید. هنگامی که پادشاه گگوگوون درخواست اتحاد کرد، جونیون عقب‌نشینی کرد. طبق اتحادی که در این زمان شکل گرفت، او همچنین در سال ۳۴۰ با یان سابق درباری (سیاست) را اداره کرد. در زمستان سال ۳۴۲، مورونگ هوانگ پایتخت را به یونگچنگ منتقل کرد و ارتش بزرگی را برای حمله به گوگوریو رهبری کرد. مورونگ هوانگ با فرستادن ارتش کوچکی متشکل از ۱۵۰۰۰ نفر به رهبری وانگ یو در امتداد مسیر هموار شمالی، در حالی که خودش به همراه هان سویی، ارتشی متشکل از ۵۰۰۰۰ نفر را در امتداد مسیر ناهموار جنوبی برای حمله رهبری می‌کرد، از یک تاکتیک فریبنده استفاده کرد. با این حال، پادشاه گگوگوون که از این موضوع آگاه نبود، ۵۰٫۰۰۰ سرباز به رهبری برادرش شاهزاده «گو مو» را به شمال اعزام کرد و خود با ارتشی کوچک از جنوب محافظت نمود. در پایان، در میان ارتش گوگوریو که در نبرد جنوبی شکست سختی متحمل شد، ژنرال ابوالهوادوگا کشته شد، هواندوسونگ (وینامسونگ) سقوط کرد و پادشاه گگوگوون به تنهایی به دانونگ گوک (دانونگ گوک) فرار کرد.
ارتش یون، که پادشاه گگوگوون را تعقیب می‌کرد، ملکه مادر ژو و ملکه را اسیر کرد، اما در مسیر شمال، با ارتش برادر کوچکتر پادشاه گگوگوون، شاهزاد «گو وو» مواجه شدند و به شدت شکست خوردند و عقب‌نشینی کردند. جونیون نه تنها در هنگام عقب‌نشینی ۵۰٫۰۰۰ شهروند گوگوریو را اسیر کرد، بلکه مرتکب جنایت هولناک نبش قبر پادشاه میچون، پدر پادشاه گگوگوون، و بردن جسد او نیز شد.
در سال ۳۴۳، پادشاه گگوگوون برادر کوچکترش «گو مو» را برای ادای احترام به سلسله یان سابق و دریافت جسد پدرش، پادشاه میچون، فرستاد. در آن سال، او محل اقامت خود را به دونگهوانگ سونگ در پیونگیانگ منتقل کرد. در سال ۳۴۵ میلادی، یان سابق، مورونگ که را برای تصرف قلعه نانسو فرستاد و در سال ۳۴۹، سونگ هوانگ، که از یان سابق تبعید شده بود، به یان سابق بازگردانده شد.
در سال ۳۵۵، پادشاه گوگوکون از یان سابق درخواست کرد که مادرش، بانو ژو، را بازگرداند و از سوی یان سابق عناوین ژنرال شرق، فرماندار یونگجو، دوک للانگ و پادشاه گوگوریو به او اعطا شد. پس از آن، سلسله سابق یان تحت حملات سلسله سابق چین رو به زوال گذاشت و در سال ۳۷۰ میلادی نابود شد. در این زمان، پادشاه گوگاک وون، آموزگار بزرگ مورونگ پینگ را که به گوگوریو فرار کرده بود، دستگیر کرد و او را به جین سابق فرستاد و بدین ترتیب روابط دوستانه‌ای با جین سابق برقرار کرد.
در سال ۳۶۹، پادشاه گوگوک وون با بهره‌گیری از فرصت پیش آمده، زمانی که بکجه برای فتح ماهان عازم شد، ۲۰۰۰۰ پیاده‌نظام و سواره نظام را رهبری کرد و به سمت چیانگ سونگ بکئون-گون امروزی، هوانگهانام -دو، موروسئونگ سابق) پیشروی کرد. با این حال، ساگی، مردی از بکجه که پس از ارتکاب جرم آسیب رساندن به سم اسب پادشاه گئونچوگو به گوگوریو فرار کرده بود، دوباره تسلیم بکجه شد و اطلاعات نظامی گوگوریو را به ولیعهد بکجه، گئون گوسو، گزارش داد و گفت: «اگرچه سربازان گوگوریو پرشمار هستند، اما همه آنها فقط بلوف‌هایی برای پر کردن تعداد نفرات هستند؛ تنها کسانی که چابک و شجاع هستند، ارتش پرچم سرخ هستند.» در نتیجه، نیروی اصلی ارتش گوگوریو تحت حمله متمرکز ارتش باکجه از هم پاشید و ۵۰۰۰ نفر تلفات بر جای گذاشت. پادشاه گوگوک وون در رسیدن به هدف خود شکست خورد و در نهایت قلمرو خود را تا سوگوک سونگ (سینگیه امروزی - گون، هوانگهه-دو) به بکجه واگذار کرد. در سال ۳۷۱، پادشاه گوگوک وون برای انتقام ارتشی را گرد هم آورد و دوباره به بکجه حمله کرد. با این حال، هنگامی که پادشاه گئونچوگو در سواحل رودخانه پائه‌ها (رودخانه ته دونگ) به نیروهای خود کمین کرد و حمله‌ای غافلگیرکننده را آغاز کرد، ارتش گوگوریو شکست سختی را متحمل شد. پادشاه گئونچوگو، با تکیه بر این شتاب، ۳۰۰۰۰ سرباز زبده را رهبری کرد و در اکتبر همان سال به سمت قلعه پیونگ یانگ پیشروی کرد. ارتش گوگوریو به سختی موفق به عقب راندن آنها شد، اما پادشاه گوگاک وون در نبرد کشته شد. پادشاه گوگاک وون در مزارع کشور خود به خاک سپرده شد.

## خانواده
- پدر: پادشاه میچون (미천왕، 美川王)
  - پدربزرگ: شاهزاده دولگو (돌고، 咄固)
- مادر: ملکه، از قبیله جو (왕후 주씨، 王后 周氏)
- فرزندان:
  - شاهزاده گوبو (پادشاه سوسوریم) (구부، 丘夫)
  - شاهزاده ایریون (پادشاه گگوگ‌یانگ) (이련، 伊連)
  - شاهزاده لی‌یانگ (이영، 李英)

## تصویرسازی در هنر و رسانه
- توسط لی جونگ‌وون در سریال تلویزیونی کی‌بی‌اس ۱ ۲۰۱۰~۲۰۱۱ پادشاه افسانه‌ها به تصویر کشیده شد.[۱۳]
- به تصویر کشیده شده در سریال تلویزیونی کی‌بی‌اس در سال ۲۰۱۷ Chronicles of Korea .